# イ・ジェフン
イ・ジェフン（韓国語: 이 제훈、1984年7月4日 - ）は、韓国の俳優。ソウル特別市出身。身長178cm。

## 経歴
高麗大学で生命工学を専攻していたが、演技の道に進みたかったため自主退学し、2008年に韓国芸術総合学校演劇院に入学した。
2007年の短編映画『夜は彼らだけの時間』でデビューした後、『略奪者たち』、『耳(Ghost)』、『BLEAK NIGHT 番人』(英語版)、『高地戦』、『建築学概論』などの映画に出演。『BLEAK NIGHT 番人』では第48回大鐘賞ならびに第32回青龍映画賞の新人男優賞を受賞した。
2012年10月、陸軍訓練所に入所し基礎訓練を受け、ソウル警察広報団所属の義務警察官として服務。2014年7月、義務警察の服務を終え、除隊した。
2014年、除隊後の復帰作としてドラマ『秘密の扉』で主演を務め、ハン・ソッキュと映画「パパロッティ」以来2年ぶりに共演を果たした。この作品でSBS演技大賞の最優秀演技賞（長編ドラマ部門）と10大スター賞を受賞した。
2016年、主演したサスペンスドラマ『シグナル』が高視聴率を記録。韓国のタイムスリップドラマ人気の火付け役となり、その後、日本でもリメイクされた。
2017年、伝記映画『金子文子と朴烈』で、朝鮮人アナキストの朴烈を演じ、映画は韓国で235万人を動員。日本でも2018年に大阪アジアン映画祭のオープニング作品として上映された後、2019年に一般公開されると公開館数60館を超えるロングラン上映となった。
2021年、SARAMエンターテインメントから独立し、個人事務所COMPANY ONを設立。
同年、ドラマ『模範タクシー』に主演し、SBS演技大賞で最優秀演技賞を受賞した。同作品のヒットにより、2023年に続編となる『模範タクシー2』も制作された。
2023年10月16日、虚血性大腸炎のため緊急手術を受けていた事が明らかとなった。そのため、同月に開催された釜山国際映画祭では司会を務める予定だったが欠席。療養を経て同月20日に活動を再開させた。
同年『模範タクシー2』での演技が評価され、SBS演技大賞にて大賞を受賞した。

## 人物
- 2011年の映画『BLEAK NIGHT 番人』の中でたばこを吸うシーンがあるため、初めて喫煙者になった。喫煙シーンを何度も撮り直していたら、急に目が回って倒れてしまい、救急車で病院に運ばれたこともある。撮影終了後も喫煙をやめられず、2021年現在まで喫煙と禁煙を繰り返している[15]。
- 2020年に、旧来の友人である監督のヤン・ギョンモ、プロデューサーのキム・ユギョンと共同で制作会社「HARD CUT」を設立。未来的ビジョンを持つコンテンツの制作を目指している[16]。
- 2021年、HARD CUTとWATCHAの共同企画で、ショートフィルムプロジェクト「UNFRAMED/アンフレームド」を制作し、その中の映画作品『ブルーハピネス』で初めて監督・脚本に挑戦した[17]。

## 出演
主演作は太字。

### 映画
- 夜は彼らだけの時間（2007年） - シン・イビョン 役　※短編映画
- 略奪者たち（2008年）
- ただの友達?（2009年） - イソク 役　※短編映画
- 耳(Ghost)（2010年） - キム・セヨン 役
- あなたの初恋探します（2010年）-舞台助監督 役
- インフルエンス（2011年） - 純宗 役
- BLEAK NIGHT 番人（『凍てつく夜に』から改題）（2011年） - ギテ 役
- 高地戦（2011年） - シン・イリョン大尉 役[18]
- 建築学概論（2012年） - スンミン役[19]
- 占い師たち（朝鮮語版）（2012年） - パク・ソクヒョン 役[20]
- 怒りの倫理学（2013年） - キム・ジョンフン 役[21]
- パパロッティ（朝鮮語版）（2013年） - イ・チャンホ 役[22][23]
- 探偵ホン・ギルドン 消えた村（2016年） - ホン・ギルドン 役[24]
- 金子文子と朴烈（パクヨル）（2017年） - 朴烈 役[25]
- アイキャンスピーク（2017年） - パク・ミンジェ 役[26]
- 狩りの時間（2020年）- ジュンソク 役[27][28]
- 盗掘（2020年）- カン・ドング 役[29]
- ノリャン -死の海-（2023年） - 王世子クァンヘグン（光海君） 役

### ドラマ
- 三姉妹（2010年、SBS） - キム・ウングク 役
- ファッション王（2012年、SBS） - チョン・ジェヒョク 役[30]
- 秘密の扉（2014年、SBS） - 思悼世子 役[31]
- シグナル（2016年、tvN） - パク・ヘヨン 役[32]
- 明日、キミと（2017年、tvN） - ユ・ソジュン 役[33]
- 輝く星のターミナル（2018年、SBS） - イ・スヨン 役[34]
- ストーブリーグ (2019年-2020年、SBS) - イ・ジェフン 役（カメオ出演）[35]
- 模範タクシー（2021年、SBS）- キム・ドギ 役[36]
- ムーブ・トゥ・ヘブン: 私は遺品整理士です（2021年、Netflix） - チョ・サング 役[37][38]
- わずか1000ウォンの弁護士（2022年、SBS） - イ・ジェフン 役（特別出演）[39]
- 模範タクシー2（2023年、SBS）- キム・ドギ 役[40]
- 捜査班長1958 (2024年、MBC) -パク・ヨンハン役

### バラエティ
- SBSテレビ芸能（2012年、SBS）[41][42]
- セクションTV芸能通信（2012年、MBC）[43]
- 僕らの日曜の夜－勝負の神（2012年、MBC）[44][45]
- ハッピートゥゲザー3（2012年、KBS2）[46]
- セクションTV芸能通信（2012年、MBC）[47]
- マリと私（2015年、JTBC）[48][49]
- 無限に挑戦（2016年、MBC）[50]
- トラベラー（2019年、JTBC）[51]
- 珍品名品（2020年、KBS）[52]

### ラジオ
- キム・チャンリョルのオールドスクール（2012年、SBSパワーFM）[53]」
- 青い夜、ジョンヨプです（2012年、MBC FM4U）[54]
- 2時脱出Cultwo Show（2017年、SBSパワーFM）[55]
- 2時脱出 Cultwo Show（2021年、SBSパワーFM）[56]
- 2時脱出 Cultwo Show（2021年、SBSパワーFM）[57]

### MC
- 第17回釜山国際映画祭 閉幕式（2012年）[58]
- SBS演技大賞（2018年）[59]

### MV
- Crush (크러쉬) - ‘With You’
- Old fish -  ‘I had a bad day（그렇게 잘못했던 날)’
- Brown eyed soul (브라운 아이드 소울) - ‘HOME’
- CODE KUNST、CHOI JUNG HOON of JANNABI、Simon Dominic (코드 쿤스트, 잔나비 최정훈, 사이먼 도미닉) - ‘For the Gone(사라진 모든 것들에게)’

### 広告
- サムスンカメラ（2012年）[60]
- ハーゲンダッツ（2012年）[61]

## 制作・監督

### 映画
- 『UNFRAMED／アンフレームド』- 企画·制作（共同代表を務める制作会社HARD CUTとWatchaが共同企画・制作のオムニバス映画、2021年）
- 「ブルーハピネス」- 脚本·監督（『UNFRAMED／アンフレームド』内の一編、2021年）[62]

## 広報大使
- オックスファム・コリア （2015年～現在）[63][64][65][66]
- 韓国映画アカデミー 長編過程10周年：KAFA 十歳博（2016年）[67][68]
- 仁川国際空港（2019年）[69]
- 国税庁広報大使委任式2019（2019年）[70]

## 雑誌
- 「GEEK」2012年創刊号[71]
- 「Harper's BAZAAR」2012年10月号[72]
- 「W KOREA」2012年11月号[73]
- 「HIGE CUT」2014年8月号[74]
- 「Singles」2014年9月号[75]
- 「Esquire」2014年11月号[76]
- 「CeCi」2016年8月号[77]
- 「ARENA HOMME+」2016年9月号[78]
- 「L'officiel Hommes」2016年12月号[79]
- 「W KOREA」2017年4月号[80]
- 「ELLE」2017年6月号[81]
- 「ARENA HOMME PLUS」2017年8月号[82]
- 「Esquire」2017年10月号[83]
- 「URBANLIKE」2019年3月号[84]
- 「Singles」2019年8月号[85]
- 「ELLE」2019年11月号[86]
- 「＠star1」2019年12月号[87]
- 「VOGUE KOREA」2020年2月号[88]
- 「CINE21」2020年3月号[89]
- 「GRAZIA」2020年3月号[90]
- 「Esquire」2020年6月号[91]
- 「ELLE」2020年11月号[92]
- 「GQ」2021年4月号[93]
- 「BIG ISSUE KOREA」2021年6月号[94]
- 「もっと知りたい！韓国TVドラマ」2021年9月号[95]

## 賞とノミネート

### 受賞
- 2011年「第32回青龍映画賞 新人男優賞」（『Bleak Night』）
- 2011年「第48回大鐘賞 新人男優賞」（『Bleak Night』）
- 2011年「シネ21アワード 新人俳優賞」（『Bleak Night』）
- 2011年「韓国文化娯楽賞 新人俳優賞」（『Bleak Night』）
- 2011年「第31回韓国映画評論家協会賞 新人男優賞」（『高地戦』）
- 2011年「第20回釜日映画賞 新人俳優賞」（『高地戦』）
- 2011年「第20回釜日映画賞 衣装賞」
- 2012年「富川国際ファンタスティック映画祭 ファンタジア賞」（『建築学概論』）[96]
- 2012年「KOFRA映画賞 新人俳優賞」（『Bleak Night』）
- 2012年「Mnet 20's Choice Awards 20代映画スター賞」（『建築学概論』）[97]
- 2012年「ミジャンセン短編映画祭 名誉審査委員」[98]
- 2014年「CGVアートハウス開会式 インディペンデント映画の注目株の盾」（『Bleak Night』）[99]
- 2014年「堤川国際音楽映画祭 最優秀俳優賞」（『パパロッティ』）[100]
- 2014年「SBS演技大賞 最優秀俳優賞」（『秘密の扉』）[101]
- 2014年「SBS演技大賞 トップ10スター賞」（『秘密の扉』）
- 2016年「シネアイコン：KT＆G俳優/女優イベント 今年のアイコン賞」（『探偵ホン・ギルドン～消えた村～』）
- 2016年「KAFA10周年記念アワード 俳優特別功労賞」（『Bleak Night』）
- 2016年「韓国映画俳優協会 人気スター賞」（『探偵ホン・ギルドン～消えた村～』）
- 2016年「tvN10アワード PDチョイス賞」（『シグナル』）
- 2017年「アムネスティインターナショナルアワード 特別賞」（『アイキャンスピーク』）
- 2017年「釜山国際映画祭 アジアスター賞」（『金子文子と朴烈（パクヨル）』）[102]
- 2017年「レジスタンス映画祭 ベスト・アクター賞」（『金子文子と朴烈（パクヨル）』）[103]
- 2017年「第17回大韓民国青少年映画祭 人気映画人男性俳優部門 大賞」（『金子文子と朴烈（パクヨル）』）
- 2018年「ゴールデンシネマ映画祭 人気俳優賞」（『アイキャンスピーク』）
- 2018年「レジスタンス映画祭 最優秀俳優賞」（『アイキャンスピーク』『金子文子と朴烈（パクヨル）』）
- 2018年「SBS演技大賞 最優秀俳優賞」（『輝く星のターミナル』）
- 2021年「2021年 大韓民国大衆文化芸術賞　文化体育観光部長官表彰受賞」
- 2021年 釜山国際映画祭「第3回アジアコンテンツアワード　最優秀俳優賞」（『ムーブ・トゥ・ヘブン: 私は遺品整理士です』）
- 2021年「Asian Academy Creative Awards 最優秀主演俳優賞」（『ムーブ・トゥ・ヘブン: 私は遺品整理士です』）
- 2021年「SBS演技大賞　最優秀演技賞」（『模範タクシー』）
- 2023年「SBS演技大賞 大賞」（『模範タクシー2』）

### ノミネート
- 2011年「第48回大鐘賞 新人俳優賞」（『高地戦』）
- 2012年「アジア映画賞 助演男優賞」（『高地戦』）
- 2012年「第49回百想芸術大賞 映画部門新人俳優賞」（『建築学概論』）[104]
- 2016年「tvN10アワード 最優秀俳優賞」（『シグナル』）
- 2017年「釜日映画賞 最優秀俳優賞」（『金子文子と朴烈（パクヨル）』）
- 2017年「大鐘賞 最優秀俳優賞」（『金子文子と朴烈（パクヨル）』）
- 2018年「SBS演技大賞 ベストカップル賞 with チェ・スビン」（『輝く星のターミナル』）
- 2022年「APAN STAR AWARDS 長編ドラマ男優最優秀演技賞」（『模範タクシー』）